# 张佳祺
张佳祺（1991年9月3日—），是一名中国足球运动员，司职防守中场，现效力于中超球队浙江。

## 俱乐部生涯
2009年1月，张佳祺加入勒芒青训体系，2011年和勒芒签订足球生涯的第一份职业合同，为期三年。2013年2月8日，他在2012/13赛季法乙联赛第24轮勒芒客场1比1战平克莱蒙特的比赛中首发并踢满全场，首次代表一队亮相法乙联赛。 2月22日，张佳祺在他的连续第三场法乙联赛首发比赛中终于取得进球，帮助勒芒在客场3比2绝杀尼奥尔。 虽然张佳祺在赛季后半段成为球队主力，但依然无法帮助球队保级成功。2013年11月，在勒芒解散后，瑞士足球超级联赛球队錫永官方宣布签入张佳祺。 不过，由于锡永的注册人数已经达到瑞超联赛规定的最高上限（25人），张佳祺无法注册锡永参加比赛。
2014年2月28日，中国足球超级联赛球队大连阿尔滨官方宣布签约张佳祺，以期他能改善本队薄弱的后场防守。2015年，张佳祺加盟了广州恒大，但获得机会不多，连年被租借在外。2020年，张佳祺以自由身加盟四川九牛。

## 国家队生涯
2014年6月18日，张佳祺在中国2比0击败马其顿的友谊赛第81分钟替补吴曦出场，上演成年国家队首秀。